# مایکوواتس
مایکوواتس (به صربی: Majkovac) یک منطقهٔ مسکونی در صربستان است که در بوینیک واقع شده‌است. مایکوواتس ۲۳ نفر جمعیت دارد.